# 파이어니어 11호

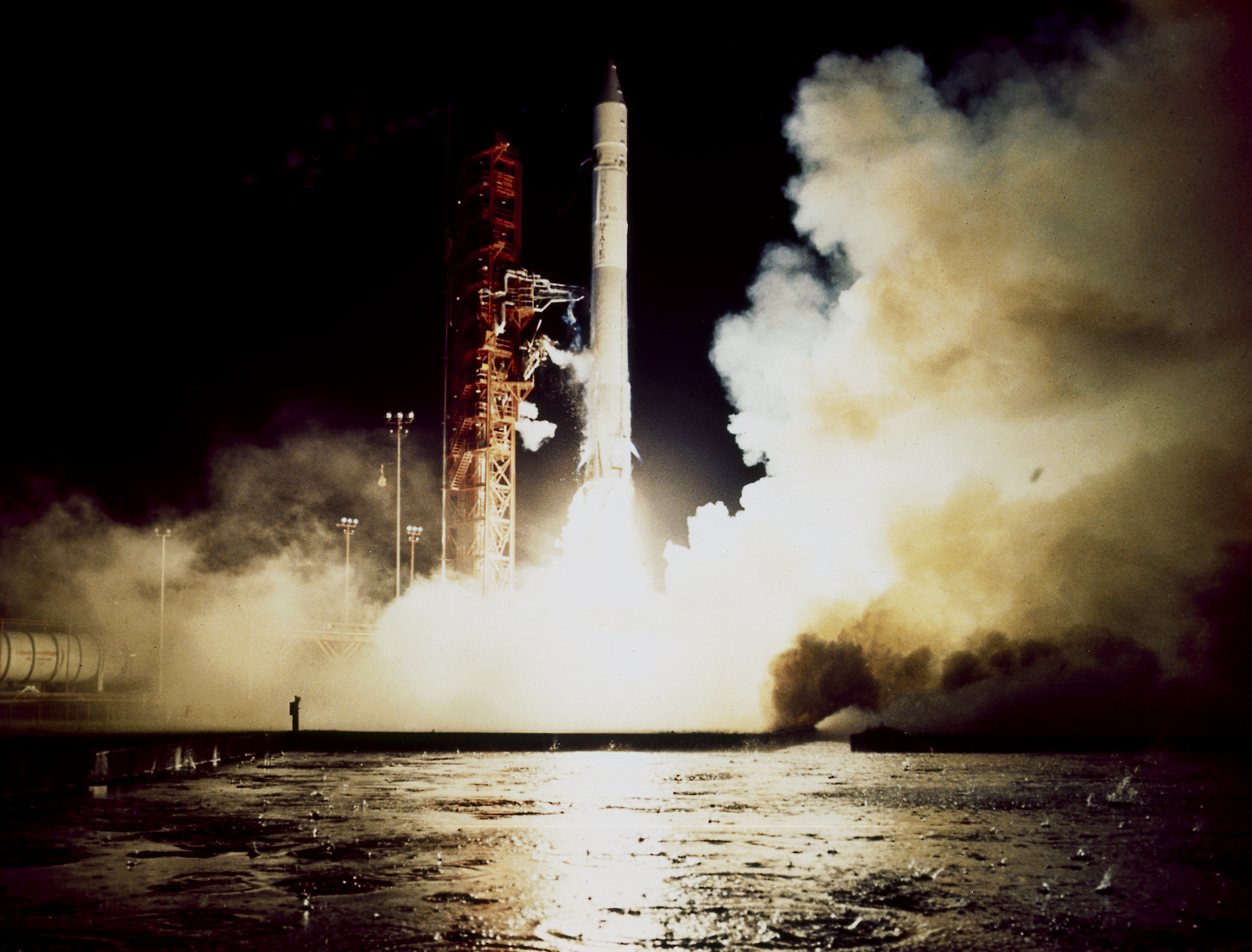
발사되는 파이어니어 11호

파이어니어 11호는 목성을 두 번째로 탐사하고, 토성과 토성의 테를 처음으로 탐사한 우주선이다. 1973년 4월 6일 발사되었다. 1974년 12월 4일 목성의 구름에서 34,000 km 떨어진 거리를 통과했고, 1979년 9월 1일 토성의 구름에서 21,000 km 거리를 통과했다.
파이어니어 11호는 1974년 12월 1일에 목성 구름 위 42,900 km 상공을 지나가면서 500여장의 목성과 위성들의 사진을 전송하였다. 또한 파이어니어 11호는 목성의 자기장에 대한 정보와 태양풍과 목성 자기장의 상호작용에 관한 정보를 수집하여 전송하였다. 목성 탐사를 끝낸 파이어니어 11호는 1979년 9월 1일에 토성의 고리를 3,500 km까지 접근하여 통과하였다. 토성 탐사를 끝낸 파이어니어 11호는 우주 속으로 뛰어 들었다.

## 개요
파이어니어 11호는 1973년 4월 6일에 발사되었다. 1974년 12월 4일 목성에 최접근해 34,000 km까지 가까워졌다. 그 후, 목성 중력을 이용한 스윙바이를 실시해 토성으로 향했다. 1979년 9월 1일에 토성에 21,000 km까지 접근해 E고리, F고리 및 G고리를 발견했다. 이러한 성과는 계속되는 보이저 계획에 큰 도움이 되었다.
덧붙여 탐사선은 전력의 저하 때문에 1995년 말에 태양으로부터 44.7 AU 지점에서 운용이 정지되었다. 그 때의 속도는 대략 2.5 AU/년이었다. 그 속도를 유지하고 있다면 2018년에는 태양에서 약 92 AU 지점에 있는 것이 된다.

## 구조
탐사선 본체는 파이어니어 10호와 거의 동등하게 6각형 형상을 하고 있다. 직경 2.4 m의 대형 파라볼라 안테나를 가지고 있고, 본체에 달린 3개의 붐의 끝에는, 플루토늄 238을 이용한 원자력 전지 2기와 자력계가 장착되어 있다. 관측 기기로서는, 자력계 외에 적외선 방사 계측기, 자외선 계측기, 방사선 계측기, 카메라 등이다. 또, 자세 제어용의 소형 로켓과 카노푸스 감지기·태양 감지기가 장비되어 있다.
이 외에 외계 생명을 향한 메시지로서 인간의 모습과 태양계를 그린 금속판이 장착되어 있다.

## 같이 보기
- 보이저 계획
- 보이저 1호
- 파이어니어 10호